# NGC 3226
NGC 3226 è una galassia ellittica nana che interagisce con la galassia a spirale NGC 3227. Le due galassie sono uno dei numerosi esempi di una spirale con un compagno ellittico nano che sono elencati nell'Atlante delle galassie peculiari. Entrambe le galassie si possono trovare nella costellazione del Leone.

## Scoperta
Entrambe furono scoperti dall'astronomo tedesco-britannico William Herschel il 15 febbraio 1784.
Una supernova è stata osservata in NGC 3226: SN 1976K è stata scoperta da Arnold Klemola il 21 dicembre 1976.

## Nucleo
NGC 3226 contiene una regione nucleare a linee di emissione a bassa ionizzazione  (LINER), un tipo di regione caratterizzata da emissioni di linee spettrali da atomi debolmente ionizzati.In generale, la fonte di energia per l'emissione di LINER è stata oggetto di dibattito tra gli astronomi. Alcuni astronomi hanno affermato che i LINER sono alimentati da regioni di formazione stellare, mentre altri hanno affermato che i LINER sono alimentati da nuclei galattici attivi (AGN) che contengono buchi neri supermassicci.
AGN
Il nucleo di NGC 3226 sembra contenere un AGN. Il nucleo è una forte fonte sia di radio che di emissione di raggi X che sembra essere l'emissione di sincrotroni, che viene generata quando gli elettroni che si muovono ad alta velocità oscillano all'interno dei campi magnetici. Tale emissione di sincrotrone è prevista dall'ambiente attorno a un buco nero supermassiccio. L'emissione di raggi X può anche essere variabile, il che è previsto anche nell'ambiente di un buco nero supermassiccio.